# María José de la Macorra
María José de la Macorra (Ciudad de México, 1964) es una artista mexicana contemporánea que vive y trabaja en la Ciudad de México. Se dedica principalmente al dibujo, el bordado, la escultura, la instalación y el video, y su obra está cargada de referencias personales, sociales y ambientales, mediante las cuales busca hacer evidente lo que no se ve a simple vista y que constantemente damos por hecho.

## Formación
- 1992 – 1996 Licenciatura en Artes Visuales, Escuela Nacional de Artes Plásticas, UNAM.

- 1995 Curso “Arte y Naturaleza", Maestro Nils-Udo, Centro de la Imagen.

- 1987 – 1989 Escuela de Cerámica y Porcelana de Toluca, Estado de México (Mokichi Okada Association).

## Obra
La obra de María José de la Macorra está compuesta por una amplia variedad de técnicas como dibujo; bordado; escultura; instalación y video, y comprende materiales como tela, chaquira, porcelana, resina, plástico y malla metálica.
A pesar de que algunas de estas técnicas han sido tradicionalmente asociadas con actividades femeninas y han sido retomadas por artistas feministas desde la década de los 70, María José no se considera a sí misma feminista: “Los seres humanos somos capaces de trabajar en un amplio registro de posibilidades independientemente del género."
No obstante, su trabajo tiene una importante carga íntima femenina directamente relacionada e influenciada por la naturaleza. En el libro Miradas. Mujeres artistas en México, de la Macorra explica que sus técnicas predilectas son el barro y la tinta sobre papel, dado que le permiten pensar mientras los trabaja y “ambos tienen posibilidades enormes y una sencillez e intimidad a las que siempre regreso”.
La línea y el punto son elementos clave en su trabajo. La línea como movimiento, transformación y evolución de la naturaleza, da forma a imágenes que recuerdan mapas topográficos, dibujan olas rompiendo en el mar, delimitan el espacio de células vivas y dan estructura y forma a collares de distintos tipos. El punto, por su parte, se transforma en esferas con un significado propio que se articula con el resto de las partes que conforman una misma obra. El trabajo Las 20 perlas se refiere, en sus palabras, “a mi conexión con algunos lugares presentes en mi imaginario personal. En este proyecto, cada lugar que trabajo representa una perla, por ejemplo: un lago, un río, un glaciar, un bosque, la ciudad de México como ciudad lacustre, etc., hasta formar así un collar de veinte sitios.” Esta obra, por lo tanto, reúne ambos elementos ya que el punto da lugar a pequeños recipientes de contenido que se suceden y articulan entre sí para formar una larga línea de referencias personales de la artista.
Además de la naturaleza, los libros, la música y la poesía, y el trabajo escultórico de Richard Deacon, Martin Puryear y Andy Goldsworthy, la obra de María José de la Macorra está directamente influenciada por el entorno personal, social y ambiental en el que vive. De acuerdo con Karen Cordero Reiman, su trabajo gira en torno a “una continua preocupación por la naturaleza, sus procesos, sus formas y las configuraciones visuales, espaciales y materiales que asume y abandona, en su estado constantemente transitorio.” Además, retoma y se inspira en las transmutaciones de una cosa en otra presentes en la naturaleza, como la forma en que la luz y el agua se hilvanan con el movimiento del río.
Su obra también hace referencia a lo corporal y con ella genera metáforas del cuerpo humano en la naturaleza. Sin embargo, éste no es representado de manera figurativa, sino siempre en relación con el espacio, en virtud del profundo interés que tiene la artista de la percepción del espectador en relación con el entorno, ya sea arquitectónico, social o ambiental. Su obra juega con la pequeña y gran escala y se desarrolla orgánicamente en el espacio, haciéndonos conscientes de nuestra presencia en él. De esta manera, permite que se creen vínculos entre la obra de arte, el público que interactúa con ella y el contexto en que ambos se desarrollan. 
Por otra parte, la memoria juega un papel importante en la obra de María José de la Macorra y la expresa mediante elementos que hablan de la presencia/ausencia de cuerpos o seres vivos. En su instalación “Memorial de ausentes”, por ejemplo, hace un homenaje a las especies de orquídeas endémicas de la Reserva Ecológica del Pedregal de San Ángel que han desaparecido de la zona. La artista realizó pequeñas esculturas en resina y pintura reflejante que de día generan un espacio negativo en la naturaleza que señala el vacío de las especies, mientras que de noche revelan su apariencia lumínica para jugar con la idea de lo fantasmal, la presencia y la ausencia.

## Exposiciones

### Exposiciones individuales
2015
Río. Museo de la Ciudad de Querétaro, Querétaro, México.
Calles. Galería Ethra, Ciudad de México, México.
2011
Lluvia en la montaña del norte. Drexel Proyectos, Monterrey, Nuevo León, México.
2010
Dos perlas. Galería Nina Menocal, Ciudad de México, México.
Diálogo: IIrene Dubrovsky y María José de la Macorra. Galería Caja Blanca, Ciudad de México, México.
2009
Sobre las ondas. Drexel Proyectos, Monterrey, Nuevo León, México.
Sin título. Galería Caja Blanca, Ciudad de México, México.
3 de abril. Galería 115, Project- room, University of Central Missouri, E.U.A.
2007
De nubes y lluvia/ torres de agua. Museo de Arte Contemporáneo de Tamaulipas, Matamoros, Tamaulipas, México
2006
To the Northern Interiors. APA Gallery, Nagoya, Japón.
Body Geographies. Tokyo Wonder Site, Tokio, Japón.
Dos secciones/ Una visión. Galería Tomás Chávez Morado, Universidad de Guanajuato, Guanajuato, México.
2005
To the Northern Interiors. Thinking Hands Gallery (Factory 789), Pekín, China.
De nubes y lluvia/ Torres de agua. Galería de Arte Mexicano, Ciudad de México, México.
To the Northern Interiors. Millenium Public Art Gallery, Blenheim, Nueva Zelanda y Southland Museum and Art Gallery, Invercargill, Nueva Zelanda.
2004
To the Northern Interiors. RMIT Project Space, Melbourne, Australia y High Court, Canberra, Australia.
2003
Cambio de estado: proyecto para plazas públicas, Ciudad de México, México.
2001
De las geografías al norte interior, Galería de Arte Mexicano, Ciudad de México, México.
Dynamis. Kunsthaus Sta. Fe, San Miguel de Allende, Guanajuato, México.
Dynamis. Universidad de Guanajuato, Guanajuato, México.
2000
Ruedas dentro de ruedas. Instalación. The Other Gallery, Banff, Canadá.
1999
Cambio de Estado. Instalación. Plaza de Santo Domingo, Centro Histórico, Ciudad de México, México.
1998
Tránsitos. Museo de Monterrey, Monterrey, Nuevo León, México.
1997
Monstera Deliciosa: Taxonomía Sobre una Transformación. Galería Luis Nishizawa, Escuela Nacional de Artes Plásticas, Ciudad de México, México.

### Exposiciones colectivas
2015
Milpa: ritual imprescindible. Jardín Botánico-IB, Reserva del Pedregal de San Ángel, UNAM, Ciudad de México, México.
Sin comisario. Museo de Arte Moderno del Estado de México, Toluca, Estado de México, México.
Piedra, papel o tijera (Programa “Alas y raíces”. CONACULTA). Museo Mural Diego Rivera, Ciudad de México, México.
2014
Ilusión óptica. Museo de Arte Moderno México, Ciudad de México, México.
Piedra, papel o tijera (Programa “Alas y raíces”. CONACULTA). CaSa, San Agustín Etla, Oaxaca, México.
Cartografías de la memoria. Galería Ethra, Ciudad de México, México.
Interacción Colección Femsa, objeto abstracción. Museo de Arte Contemporáneo de Toluca, Estado de México, México.
Interacción Colección Femsa, objeto abstracción. Galería Polivalente, Universidad de Guanajuato, Guanajuato, México.
2013
Panorámica. Paisaje 2013-1969. Palacio de Bellas Artes, Ciudad de México, México.
X Bienal Monterrey FEMSA. Antiguo Colegio de San Ildefonso, Ciudad de México, México.
Formas y pasajes, Escultura contemporánea. Pinacoteca del Centro de las Artes II, Monterrey, Nuevo León, México.
Desplazamientos: Arte contemporáneo en la Colección FEMSA. Museo de Arte Contemporáneo de Tamaulipas, Matamoros, Tamaulipas, México.
Obras seleccionadas y ganadoras de la X Bienal FEMSA. Antiguo Colegio de San Ildefonso, Ciudad de México, México.
Panorámica. Paisaje 2013-1969. Palacio de Bellas Artes, Ciudad de México, México.
Desplazamientos: arte contemporáneo en la Colección FEMSA. Parque Cultural Reynosa, Tamaulipas, México.
5 de mayo de 1862: Talavera Contemporánea. Museo de las Californias, CECUT, Tijuana, Baja California, México.
Trayectos líquidos. La Celda Contemporánea, Claustro de Sor Juana, Ciudad de México, México.
Exposición colectiva de dibujo. Galería Nina Menocal. Ciudad de México, México.
Calles. Galería Nina Menocal, Ciudad de México, México.
Formas y pasajes. Escultura Contemporánea, MACAY, Mérida, Yucatán, México.
5 de mayo de 1862: Talavera Contemporánea. Red Star Studio, Kansas City, E.U.A.
2012
ES2012Tijuana/ VII Bienal Internacional de Estandartes. Centro Cultural Tijuana, Tijuana, Baja California, México.
Talavera Contemporánea. Uriarte. Arizona State Museum, University of Arizona-Tucson, E.U.A.
Registros. Kunsthaus Sta. Fe, San Miguel de Allende, Guanajuato, México.
Desplazamientos en la Colección FEMSA. Centro Cultural Laredo, Nuevo Laredo, Tamaulipas, México.
XX Aniversario. Drexel Galería, Monterrey, Nuevo León, México.
Codo a codo. Universidad Iberoamericana, Ciudad de México, México.
Utopías y realidades: arte moderno y contemporánea en la Colección FEMSA. Fórum Cultural Guanajuato, Museo de Arte e Historia de Guanajuato, León, Guanajuato, México.
5 de mayo de 1862 Uriarte Talavera Contemporánea, Museo Franz Mayer, Ciudad de México, México.
X Bienal Monterrey FEMSA, Museo de Arte Contemporáneo de Monterrey, Monterrey, Nuevo León, México.
Naturaleza fragmentada, Museo de la Cancillería, Secretaría de Relaciones Exteriores, Ciudad de México, México.
2011
Exposición 20 aniversario Drexel Galería. Monterrey, Nuevo León, México.
Exposición inaugural de la Colección Museo de la Cancillería, Ciudad de México, México.
Destello. La Colección Jumex, Ciudad de México, México.
Sombra del agua. Galería Metropolitana, Ciudad de México, México.
No existen soluciones fáciles… Galería Nina Menocal, Ciudad de México, México.
Interconexiones, Colección FEMSA, Pinacoteca Diego Rivera, Xalapa, Veracruz, México.
Colectiva de los artistas. Galería Arte Hoy, Ciudad de México, México.
2010
Trayectos, paisaje y memoria. Arte Contemporáneo en la Colección FEMSA, Centro Cultural Jaime Sabines, Tuxtla Gutiérrez, Chiapas y Planetario Tabasco 2000, Villahermosa, Tabasco, México.
Afecto común/ Géneros en flujo. Museo Universitario del Chopo, UNAM, Ciudad de México, México.
15 Años, Colección Pago en Especie. Museo del Antiguo Palacio del Arzobispado, Ciudad de México, México.
2009
20 años, FONCA 1989/ 2009. Biblioteca Vasconcelos, Ciudad de México, México.
Hecho en casa: una aproximación a las prácticas objetuales en el arte contemporáneo mexicano, Museo de Arte Moderno, Ciudad de México, México.
Punto de Encuentro. Monograma, Monograma Ediciones, Ciudad de México, México.
Lipstick Traces. The Daum Museum of Contemporary Art, Sedalia, Missouri, E.U.A.
Objeto y Narración. Colección FEMSA, Museo Arocena, Torreón, Coahuila, México.
2008
Colectiva de artistas. Galería Ethra, Ciudad de México, México.
Tendencias. Programa Pago en Especie, Secretaría de Hacienda y Crédito Público, Palacio del Arzobispado, Ciudad de México, México.
Encuentros de Ciencias, Artes y Humanidades, Instituto de Investigaciones Biomédicas, UNAM, Ciudad de México, México.
2006
Metamorfosis. Centro Cultural España, Ciudad de México, México.
2004
Presencia Escultórica: obras de la colección pago en especie de la SHCP. Cuartel del Arte, Pachuca, Hidalgo, México.
2003
México Iluminado. Freedman Gallery, Albright Center for the Arts, Reading, Pennsylvania, E.U.A.
Ganadores Bienal Monterrey-FEMSA. Museo Amparo, Puebla, Puebla, México.
Museo de Arte Contemporáneo, Zapopan, Jalisco, México.
Fission/Fusion. Casa de México, Washington, D.C., E.U.A.
2002
Awakenings. Daum Museum of Contemporary Art, Sedalia, Missouri, E.U.A.
Nubes y lluvia. Art Basel Miami Beach (project room), Galería Arte 3, Miami, Florida, E.U.A.
Tendencias. Salón Bancomer, Museo de la Ciudad, Querétaro, Querétaro, México.
Muestra. Centro para las Artes, Monterrey, Nuevo León, México.
Rotación XV. MUCA Roma, Ciudad de México, México.
Generación Y,Z. Diaz Contemporary Gallery, Toronto, Canadá.
2001
Una lectura de la Colección FEMSA. Museo Nacional de Arte, Ciudad de México, México.
Tendencias. Salón Bancomer, Museo de Arte Moderno, Ciudad de México, México.
Quinta Bienal Monterrey. Centro para las Artes, Monterrey, Nuevo León.
26-36:Jóvenes Propuestas Contemporáneas. Antiguo Palacio del Arzobispado, Secretaría de Hacienda y Crédito Público, Ciudad de México, México.
Colección Lothar Müller. Ex Templo de San Agustín, Zacatecas, Zacatecas, México.
2000
Gran Premio Omnilife. Guadalajara, Jalisco México.
1999
Seven Mexican Sculptors. Museum of Latin American Art, Long Beach, California, E.U.A.
Territorios de Apertura: Siete Escultores Mexicanos en este fin de Siglo. CECUT, Tijuana, Baja California, México.
Gran Premio Omnilife. Guadalajara, Jalisco, México.
1998
Hiper. Museo de Arte Carrillo Gil, Ciudad de México, México.
Segunda Bienal de Cerámica de Monterrey. Centro Cultural Alfa, Monterrey, Nuevo León, México.
Bienal de Escultura Maison Hamel-Bruneau, Quebec, Canadá.
1997
Tercera Bienal de Monterrey. Museo de Monterrey, Monterrey, Nuevo León, México.
Primer Salón Nacional de Artes Visuales Secc. Bienal Tridimensional, Centro Nacional de las Artes, Ciudad de México, México.

## Reconocimientos
María José de la Macorra ha sido merecedora de los siguientes reconocimientos y apoyos:
2015
Miembro del Sistema Nacional de Creadores de Arte, Artes Visuales, FONCA.
2011
Miembro del Sistema Nacional de Creadores de Arte, Artes Visuales, FONCA.
2009
Tutora de Jóvenes Creadores en la Disciplina de Escultura, FONCA.
2008
Miembro del Sistema Nacional de Creadores de Arte, Artes Visuales, FONCA.
Apoyo al proyecto De Nubes y lluvia/ Torres de agua, Fondo BBV- Bancomer de Apoyo a las Artes.
2007
Residencias Artísticas México-Canadá (FONCA-Centro Para las Artes de Banff), Alberta, Canadá.
2006
Beca otorgada por la Fundación Pollock-Krasner.
Artista invitada al taller del ceramista Ryoji Koie, Gifu, Japón.
2004
Apoyo de la Secretaría de Relaciones Exteriores para la itinerar el proyecto De las geografías al norte interior (Australia: Melbourne y Canberra; Nueva Zelanda: Invercargill y Blenheim; Pekín, China, y Nagoya y Tokio, Japón)
2003
Apoyo al proyecto Cambio de estado, Fondo BBV- Bancomer de Apoyo a las Artes.
2002
Residencia Artística en el Daum Museum of Contemporary Art, Sedalia, Missouri, E.U.A.
2000
Residencias Artísticas México-Canadá (FONCA-Centro Para las Artes de Banff), Alberta, Canadá.
1999
Mención Honorífica, Gran Premio Omnilife, Guadalajara, Jalisco.
1998
Beca otorgada por el Fondo Nacional para la Cultura y las Artes (FONCA) a Jóvenes Creadores.
1997
Premio de Adquisición en Escultura. Tercera Bienal de Monterrey, Monterrey Nuevo León, México.
1994
Diploma a la Excelencia Académica, UNAM.
1990
Artista invitada por Elaine Scheer, Departamento de Arte de la Universidad de Wisconsin.
1989
Beca de viaje para Artistas Jóvenes Mexicanos, United States International Agency (USIA).

## Obra en colecciones
- Colección Lothar Muller, México.
- Colección FEMSA, México.
- Colección y Acervo Patrimonial, México.
- The Daum Museum of Contemporary Art, E.U.A.
- Galería de Arte Mexicano, México.
- Museo del Acervo Histórico y Artístico de la Cancillería, Secretaría de Relaciones Exteriores, México.
- Espacio Escultórico del Desierto, Municipio de Vanegas, San Luis Potosí, México.
- Paseo de Río Atoyac, Puebla, México.
- Colección Universidad de las Américas, México.
- Colección Uriarte Talavera, México.
- Museo de Arte Moderno, México.